# Paul Tabori
Paul Tabori (născut Pál Tábori; n. 8 mai 1908, Budapesta, Austro-Ungaria – d. 9 noiembrie 1974, Londra, Anglia, Regatul Unit) a fost un romancier evreu maghiar, jurnalist și cercetător în domeniul parapsihologiei. El a publicat, de asemenea, sub pseudonimul Peter Stafford. A fost fratele scriitorului și regizorului de teatru George Tabori.

## Tinerețea
Tabori s-a născut pe 5 august 1908 în orașul Budapesta din Ungaria. Era primul fiu al jurnalistului, scriitorului și istoricului amator Cornelius Tabori (1879-1944). Tatăl lui, Cornelius, a murit la Auschwitz în 1944, dar mama lui a reușit să scape de naziști, fugind la Budapesta. Paul Tabori s-a mutat la Londra în 1938 și s-a stabilit în Stafford Terrace din cartierul londonez Kensington.
A urmat studii în Elveția, Germania și Ungaria, după care a obținut titlul de doctor al Universității Kaiser Friedrich Wilhelm din Berlin și a devenit apoi doctor în economie și științe politice la Universitatea Pazmany Peter din Budapesta. Mai târziu, a lucrat ca jurnalist în Ungaria și la Londra.

## Cercetări parapsihologice
În The Art of Folly (1961), Tabori a inclus un capitol care documentează înșelăciunile săvârșite de diferiți spiritiști. Stephen Potter a scris într-o recenzie că lucrarea lui Tabori „ne oferă una dintre cele mai bune scurte relatări pe care le-am citit vreodată a examinării științifice a pretinselor cazuri de spiritism și a înșelăciunilor săvârșite de unii oameni de seamă ca Oliver Lodge și Conan Doyle”.
Tabori și Peter Underwood au mărturisit în cartea lor Ghosts of Borley (1973) că ei credeau că „unele fenomene de la Borley Rectory erau reale”. Cercetătorul H. Trevor Hall i-a criticat pe Tabori și Underwood că au selectat doar acele dovezi care le susțineau punctul de vedere. Potrivit lui Hall presupusele fenomene paranormale de la Borley Rectory aveau cauze naturale: unele scârțâituri erau produse de mișcarea șobolanilor sau de zborul liliecilor. Altele erau farse menite să-i sperie și să-i alunge pe localnici precum aruncarea cu pietre către casă de către băieții din sat sau aprinderea unor focuri în clădire de către vagabonzii care încercau să se încălzească.
Piet Hein Hoebens a evaluat împreună cu Marcello Truzzi câteva cazuri de investigare detectivistică cu ajutorul mijloacelor parapsihologice în Germania de dinainte de război, care au fost prezentate în lucrarea Crime and the Occult (1974) a lui Tabori, concluzionând că acele cazuri au fost interpretate greșit.

## Alte activități
Tabori a fost vicepreședinte al The Ghost Club timp de mai mulți ani până la moartea lui. A fost executorul pe plan literar al testamentului parapsihologului britanic Harry Price și a scris o biografie a lui Price.
El a murit pe 9 noiembrie 1974, la vârsta de 66 de ani.

## Scrieri
Ficțiune
- They Came to London (1943)
- The Lion and the Vulture (1944)
- Private Gallery (1944)
- Solo (1948)
- Uneasy Giant (1949)
- Heritage of Mercy (1949)
- The Talking Tree (1950)
- The Frontier (1950)
- The Green Rain (1961)
- The Survivors (1964)
- The Doomsday Brain (1967)
- The Invisible Eye (1967)
- The Torture Machine (1969)
- The Cleft (1969)
- The Demons of Sandorra (1970)
- Lily Dale (1972)
- The Wild White Witch (1973)

Non-ficțiune
- Epitaph for Europe (1943)
- Harry Price: The Biography of a Ghost Hunter (1950)
- Alexander Korda (1959)
- The Natural Science of Stupidity (1959); republicată în 1993 ca The Natural History of Stupidity (1993)
- The Art of Folly (1961)
- The Book of the Hand (1962)
- Companions of the Unseen (1968)
- Dress and Undress (1969)
- Anatomy of Exile: A Semantic and Historic Study (1971)
- Erotic Edwardian Fairy Tales (1970)
- Beyond the Senses: A Report on Psychical Research in the Sixties (1971)
- Erotic Victorian Fairy Tales (1971)
- Secret and Forbidden (1971)
- Social History of Rape (1971)
- Pioneers of the Unseen (1972)
- Ghosts of Borley: Annals of the Haunted Rectory (1973), de Tabori și Peter Underwood
- Crime and the Occult: A Forensic Study (1974)

## Legături externe
- Paul Tabori la Library of Congress Authorities, cu 49 înregistrări de catalog sub acest nume – și ca Paul Hefner (fără înregistrări), Peter Stafford (1), Christopher Stevens (1) și Paul Tabor (5)
- Hefner, Stafford, Stevens și Tabor la WorldCat